# Вихрове кільце

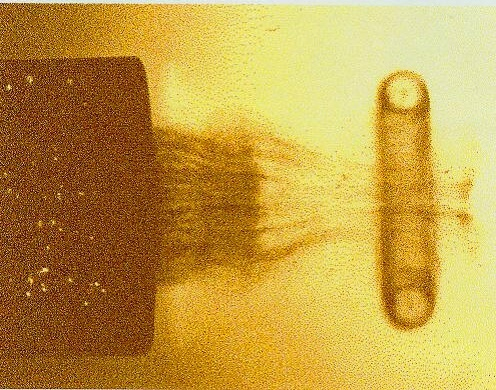
Миттєва фотографія вихрового кільця в польоті.

Вихрове кільце або тороїдальний вихор, це вихор у рухомому потоці, що має форму тору; який утворюється, в тій області де рідина чи газ закручується довкола деякої осьової лінії, яка утворює замкнуте кільце. Домінуючий потік у вихровому кільці в термінології має тороїдальну, або більш точно полоїдальну форму.
Вихрові кільця часте явище у турбулентних потоках рідин чи газів, але є рідко помітними, поки в рухомому потоці немає візуально помітних зважених частинок, як у кільцях диму, які часто випадково чи навмисно випускають курці. Вогняні вихрові кільця є також поширеним трюком, який виконують фаєристи ковтаючи вогонь. Видимі вихрові кільця також можуть створюватись при пострілах конкретних видів артилерії, у хмарі ядерного грибу, а також при мікрошквалах.
Вихрове кільце, як правило, має тенденцію до руху в напрямку, перпендикулярному до площини кільця, а внутрішній край кільця рухається вперед швидше, ніж зовнішній край. В стаціонарному об'ємі рідини, вихрове кільце може переміщатися на відносно довгі дистанції, несучи закручений потік за собою.

## Структура

Круговий потік в ідеалізованому кільцевому вихорі

У типовому вихровому кільці, частинки рідини рухаються по приблизно круговій траєкторії довкола уявного кола (середини), яке перпендикулярне до цих траєкторій. Як і в будь-якому вихорі, швидкість потоку є приблизно постійною, за винятком зони близькій до середини, в якій кутова швидкість збільшується при наближенні до центру, і завихреності в більшій мірі зосереджені близько нього (а отже в більшій мірі відбувається дисипація енергії).
На відміну від морської хвилі, чий рух є лише візуальним, рухоме вихрове кільце дійсно переміщує рідину, яка закручується в потоці. Так само, як колесо що обертається, зменшує тертя між автомобілем і поверхнею землі, полоїдальний потік вихору зменшує тертя між рідиною всередині і навколишньою нерухомою рідиною, що дозволяє йому переміщатися на великі відстані з відносно невеликою втратою маси і кінетичної енергії, і невеликою зміною форми або розміру. Таким чином, вихрове кільце може переносити масу на більші відстані з меншою дисперсією, ніж струмінь рідини. Це пояснює, наприклад, чому кільце диму продовжує подорожувати навіть після того інший дим розсіюється вітром і зникає. Ці властивості вихрових кілець використовуються в вихрових гарматах для боротьби з масовими заворушеннями, які також можуть бути в форматі іграшок, які створюють вихрові кільця диму.

## Утворення
Одним із механізмів утворення вихрового кільця є впорскування потоку невеликої кількості рідини або газу, який швидко рухається (A)
у масу стаціонарного потоку (B). В'язке тертя на межі взаємодії двох потоків уповільнюється зовнішній шар потоку A в порівнянні зі швидкістю в його середині. Ці зовнішні шари згодом ковзають довкола маси A і збираються позаду, де вони знов вливаються в масу
у хвилі швидкій рухомій внутрішній частині потоку. Кінцевим результатом є утворення полоідального потоку в A, який розвивається у вихрове кільце.
Цей механізм зазвичай спостерігається, наприклад, коли крапля закрашеної рідини потрапляє в чашку з водою. Це також часто спостерігається на зовнішніх краях стовпа диму чи струменів рідини, коли вона потрапляє в нерухомі маси;

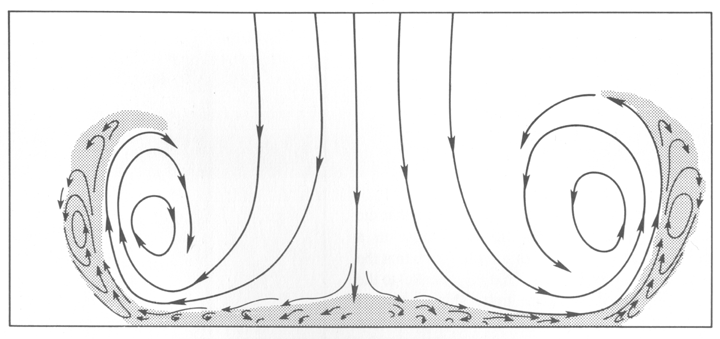
Вихрове кільце мікрошквалу

Різновид цього процесу може відбуватися, коли струмінь води потрапляє на пласку поверхню, як це відбувається при мікрошквалі. В такому випадку полоїдаільні завитки вихрового кільця створюються через в'язке тертя між шаром швидкого зворотнього потоку, біля поверхні і більш повільного рухомого потоку над ним.
Вихрові кільця також можуть бути сформовані в результаті руху твердого предмету або його у рухомий потік з достатньою швидкістю. Вони можуть утворюватись також попереду об'єкта, який різко змінює напрям руху на зворотній у потоці як при утворенні кілець диму помахуючи ароматною паличкою. Вихрові кільця також утворюються при обертанні гвинта, аналогічно до того, як це відбувається у блендері.

## Історичні дослідження
Вихрові кільця були відомі з тих пір, як люди почали курити, але для наукового розуміння їх природи довелося чекати розвитку математичних моделей динаміки рідини, таких як рівняння Нав'є — Стокса. Вихрові кільця були вперше математично проаналізовані німецьким фізиком Германом фон Гельмгольцем, у статті, 1858 року, Про інтегральні рівняння гідродинаміки, які виражають завихрений рух. Формування, рух і взаємодія вихрових кілець були широко вивчені у статті.

## Ефект вихрового кільця на вертольотах
Повітряні вихори можуть утворюватися навколо головного ротора гелікоптера, викликаючи небезпечний стан, відомий як стан вихрового кільця (ВРС). У цьому стані, повітря, яке рухається вниз через ротор повертається назовні, а потім вгору, всередину, та вниз через ротор знову. Ця рециркуляція потоку може максимально зменшити більшу частину підйомної сили і викликати катастрофічну втрату висоти. Застосування більшої потужності (збільшення загального кроку) викликає прискорення скосу, через який основний ротор опускається, посилюючи становище.

## Вихрові кільця у серці людини
Вихрове кільце формується в лівому шлуночку серця людини під час серцевої релаксації (діастоли), з потужним потоком крові, який надходить через мітральний клапан. Це явище спочатку спостерігалося в пробірці і згодом посилювалося за допомогою аналізів на основі кольорового допплерівського картування і магнітно—резонансної томографії. Деякі недавні дослідження також підтвердили наявність вихрового кільця під час фази швидкого наповнення діастоли і передбачили, що процес формування вихрового кільця може впливати на динаміку мітрального кільця.

## Бульбашкові кільця
Вивільнення повітря під водою утворює бульбашкові кільця, які являють собою вихрові кільця води з бульбашками (або навіть одна бульбашка тороідальної форми) замкненими уздовж його осьової лінії. Такі кільця часто роблять водолази і дельфіни.

## Сферичні вихори

Сферичний вихор Хілла.

Для багатьох цілей вихрове кільце може бути апроксимоване як те, що має вихрове ядро невеликого діаметра. Однак просте теоретичне рішення, називане сферичним вихором Хілла, відоме як те, в якому вихор розподіляється всередині сфери (внутрішня симетрія течії, однак, остається кільцевою). Така структура або електромагнітний еквівалент була запропонована, як пояснення внутрішньої структури кульової блискавки. Наприклад, Шафранов використовував магнітогідродинамічні (МГД) аналоги для Хілловського стаціонарного потоку механічного вихора, враховуючи умови по осі, зводячи завдання до теорії стаціонарних течій нестисливої рідини. У осьовій симетрії, він відмічав загальну рівновагу для розподілених струмів і прийшов до висновку, відповідно до теореми про віріал, що якби не було гравітації, обмежена рівноважна конфігурація може існувати тільки в присутності азимутального струму.

## Нестабільність
Вид азимутально променистої симетричної структури вивчав Максворті, коли вихрове кільце рухалось з критичною швидкістю, яка знаходиться між турбулентним і ламінарним станами. Пізніше Хуан і Чан повідомили, що якщо початковий стан вихрового кільця не ідеально круглий, виникне нестабільність іншого роду. Еліптичне вихрове кільце здійснює коливання, при яких воно спочатку розтягується в вертикальному і стискається в горизонтальному напрямках, потім проходить через проміжний стан, де воно закругляється, після чого деформується в зворотному порядку (розтягується в горизонтальному напрямку і стискається в вертикальному), перш ніж повернути назад процес і повернутися до початкового стану.